# Betty Balfour
Betty Balfour (Chester-le-Street, 27 marzo 1903 – Weybridge, 4 novembre 1977) è stata un'attrice britannica popolare durante il periodo del cinema muto e nota come la "Mary Pickford britannica" e la "Regina britannica della felicità".

## Biografia
Betty Balfour fu l'attrice britannica più popolare degli anni '20 e venne nominata nel 1927 dal Daily Mirror la "star mondiale preferita dalla nazione". Dimostrò maggiormente il suo talento nella serie di commedie romantiche Squibs prodotta da George Pearson, mentre recitò in ruoli drammatici in Love, Life and Laughter del 1923 e Reveille del 1924.
Il ruolo di ricca ereditiera in Somebody's Darling del 1925 fu il suo tentativo di distaccarsi dallo stereotipo del ruolo interpretato in Squibs.
Debuttò sul palcoscenico nel 1913 e quando apparve in Medora all'Alhambra Theatre di Leicester Square, a Londra, venne notata da T.A. Welsh e George Pearson che la scritturarono per il film Nothing Else Matters del 1920. 
Dopo aver sostituito Gertrude Lawrence a teatro in The Midnight Follies, la Balfour tornò a recitare in un film di Pearson interpretando il suo primo ruolo da protagonista in Mary Find the Gold.
Nel 1916 fu protagonista nello spettacolo di Fred Karno All Women, composto da un cast tutto femminile, cosa insolita per l'epoca. 
La Balfour non tentò mai di sfondare a Hollywood, ma così come Ivor Novello, riuscì ad affermarsi in Europa continentale. Fu protagonista di film sia in Germania che in Francia.
Tornata in Gran Bretagna, nel 1928 fu la protagonista femminile di Tabarin di lusso per la regia di Alfred Hitchcock. 
L'esordio della Balfour nel cinema sonoro fu The Nipper del 1930, con un personaggio basato sulla serie Squibs, non ottenne particolare successo. La sua popolarità diminuì per tutti gli anni '30 e interpretò in seguito ruoli secondari in Evergreen del 1934, Forever England del 1935 e 29 Acacia Avenue del 1945.
La Balfour sposò il compositore Jimmy Campbell, da cui divorziò dopo dieci anni di matrimonio nel 1941. In seguito, nel 1952, tentò un ritorno nel mondo teatrale, che però non ebbe successo. Morì a Weybridge, nel Surrey all'età di 74 anni.

## Filmografia
- Nothing Else Matters, regia di George Pearson (1920)
- Mary Find the Gold, regia di George Pearson (1921)
- Squibs, regia di George Pearson  (1921)
- Squibs Wins the Calcutta Sweep, regia di George Pearson (1922)
- Mord Em'ly, regia di George Pearson (1922)
- Wee MacGregor's Sweetheart, regia di George Pearson (1922)
- Squibs M.P., regia di George Pearson (1923)
- Squibs' Honeymoon, regia di George Pearson (1923)
- Love, Life and Laughter, regia di George Pearson (1923)
- Reveille, regia di George Pearson (1924)
- Satan's Sister, regia di George Pearson (1925)
- Somebody's Darling, regia di George A. Cooper (1925)
- Pearl of Love, regia di Leon Danmun (1925)
- Monte Carlo, regia di Louis Mercanton (1925)
- Scusate, signorina (Die sieben Töchter der Frau Gyurkovics), regia di Ragnar Hyltén-Cavallius (1926)
- Cinders, regia di Louis Mercanton (1926)
- Blinkeyes, regia di George Pearson (1926)
- The Sea Urchins, regia di Graham Cutts (1926)
- La Petite Bonne du palace, regia di Louis Mercanton (1927)
- Croquette, regia di Louis Mercanton (1928)
- Le diable au coeur, regia di Marcel L'Herbier (1928)
- Tabarin di lusso (Champagne), regia di Alfred Hitchcock (1928)
- A Little Bit of Fluff, regia di Wheeler Dryden e Jess Robbins (1928)
- Paradise, regia di Denison Clift (1928)
- Die Regimentstochter, regia di Hans Behrendt (1929)
- Bright Eyes, regia di Géza von Bolváry (1929)
- The Vagabond Queen, regia di Géza von Bolváry (1929)
- Raise the Roof, regia di Walter Summers (1930)
- The Nipper, regia di Louis Mercanton (1930)
- My Old Dutch, regia di Sinclair Hill (1934)
- Evergreen, regia di Victor Saville (1934)
- Squibs, regia di Henry Edwards (1935)
- Brown on Resolution, regia di Walter Forde e Anthony Asquith (1935)
- Eliza Comes to Stay, regia di Henry Edwards (1936)
- 29 Acacia Avenue, regia di Henry Cass (1945)